# Família de conjuntos
Na teoria dos conjuntos e ramos relacionados da matemática, uma coleção {\displaystyle {\mathcal {F}}} de subconjuntos de um determinado conjunto {\displaystyle S} é chamada de uma família de subconjuntos de {\displaystyle S}, ou uma família de conjuntos sobre {\displaystyle S}. Mais geralmente, uma família de conjuntos é um conjunto de conjuntos.
O termo "coleção" é usado aqui porque, em alguns contextos, uma família de conjuntos pode conter cópias repetidas de qualquer membro, e, em outros contextos, pode formar uma classe própria em vez de um conjunto.

## Operações sobre famílias
Sejam {\displaystyle A} e {\displaystyle B} conjuntos arbitrários. Se {\displaystyle {\mathcal {F}}} é uma família e {\displaystyle {\mathcal {F}}\neq \varnothing }, então:
- União: {\displaystyle A\cup B=\bigcup {\mathcal {F}}=\{a|\exists F\in {\mathcal {F}}(a\in F)\}}

- Interseção: {\displaystyle A\cap B=\bigcap {\mathcal {F}}=\{a|\forall F\in {\mathcal {F}}(a\in F)\}}

## Exemplos
- O conjunto das partes {\displaystyle {\mathcal {P}}(S)} é uma família de conjuntos sobre {\displaystyle S}.
- Os subconjuntos k {\displaystyle S^{(k)}} de um conjunto {\displaystyle S} formam uma família de conjuntos.
- Seja {\displaystyle S=\{a,b,c,1,2\}}, um exemplo de uma família de conjuntos sobre {\displaystyle S} (no sentido de multiconjunto) é dado por {\displaystyle {\mathcal {F}}=\{A_{1},A_{2},A_{3},A_{4}\}} onde {\displaystyle A_{1}=\{a,b,c\},A_{2}=\{1,2\},A_{3}=\{1,2\}} e {\displaystyle A_{4}=\{a,b,1\}}.
- A classe ordinal de todos os números ordinais é uma grande família de conjuntos; isto é, não é em si um conjunto, mas sim uma classe própria.
- Seja {\displaystyle {\mathcal {F}}=\{\{2,4,6,9\},\{3,4,6,9\},\{5,6,9,11\}\}} uma família, então: {\displaystyle \bigcup {\mathcal {F}}=\{2,4,6,9\}\cup \{3,4,6,9\}\cup \{5,6,9,11\}=\{2,3,4,5,6,9,11\}} e {\displaystyle \bigcap {\mathcal {F}}=\{2,4,6,9\}\cap \{3,4,6,9\}\cap \{5,6,9,11\}=\{6,9\}}.

## Tipos especiais de família de conjuntos
- Uma família de Sperner é uma família de conjuntos em que nenhum dos conjuntos contém qualquer dos outros. O teorema de Sperner limita o tamanho máximo de uma família de Sperner.
- Uma família de Helly é uma família de conjuntos que qualquer subfamília mínima com interseção vazia tem tamanho limitado. O teorema de Helly afirma que convexos se estabelecem em espaços euclidianos de dimensão limitada, formando famílias de Helly.

## Propriedades
- Qualquer família de subconjuntos de {\displaystyle S} é em si um subconjunto do conjunto das partes {\displaystyle {\mathcal {P}}(S)} se não tiver membros repetidos.
- Qualquer família de conjuntos sem repetições é uma subclasse da classe própria {\displaystyle {\mathcal {V}}} de todos os conjuntos (o universo).
- Teorema do casamento de Hall, devido a Philip Hall, dá condições necessárias e suficientes para uma família finita de conjuntos não vazios (repetições permitidas) para ter um sistema de representantes distintos.

## Conceitos relacionados
Certos tipos de objetos de outras áreas da matemática são equivalentes a famílias de conjuntos, na medida em que podem ser descritos puramente como uma coleção de conjuntos de objetos de algum tipo:
- Um hipergrafo, também chamado de sistema de conjunto, é formado por um conjunto de vértices junto com outro conjunto de arestas, cada um dos quais pode ser um conjunto arbitrário. As arestas de um hipergrafo formam uma família de conjuntos, e qualquer família de conjuntos pode ser interpretada como um hipergrafo que tem a união dos conjuntos como seus vértices.
- Um complexo simplicial abstrato é uma abstração combinatorial da noção de um complexo simplicial, uma forma formada por uniões de segmentos de reta, triângulos, tetraedros e simplex de maior dimensão, unidos face a face. Em um complexo simplicial abstrato, cada simplex é representado simplesmente como o conjunto de seus vértices. Qualquer família de conjuntos finitos sem repetições em que os subconjuntos de qualquer conjunto da família também pertencem à família forma um complexo simplicial abstrato.
- Uma estrutura de incidência consiste em um conjunto de pontos, um conjunto de retas e uma relação binária (arbitrária), chamada de relação de incidência, especificando quais pontos pertencem a quais retas. Uma estrutura de incidência pode ser especificada por uma família de conjuntos (mesmo se duas linhas distintas contiverem o mesmo conjunto de pontos), os conjuntos de pontos pertencentes a cada linha e qualquer família de conjuntos pode ser interpretada como uma estrutura de incidência dessa maneira.
- Um código de bloco binário consiste em um conjunto de palavras de código, cada uma das quais é uma cadeia de 0s e 1s, todas do mesmo tamanho. Quando cada par de palavras de código possui uma grande distância de Hamming, ele pode ser usado como um código de correção de erros. Um código de bloco também pode ser descrito como uma família de conjuntos, descrevendo cada palavra de código como o conjunto de posições em que ele contém um 1.